# I Love My Doctor
I Love My Doctor ist ein US-amerikanischer Pilotfilm von David Butler aus dem Jahr 1962.

## Handlung
Der junge Doktor Jim Barkley zieht mit seiner Frau Connie und den beiden Kindern Liz und Albert von der Großstadt aufs Land, um dort zu praktizieren.

## Hintergrund
Der Pilotfilm wurde von der Produktionsfirma 20th Century Fox fertiggestellt. Die Filmlänge beläuft sich auf 3.000 Meter und hat eine Laufzeit von 30 Minuten. Des Weiteren ist der Film ein Schwarzweißfilm.
Der Film lief in den USA am 14. August 1962 auf dem Sender CBS. Die Fernsehserie die nach einem erfolgreichen Pilotfilm starten sollte, wurde nicht produziert. Sie war bereits seit 1958 geplant worden und sollte auf dem gleichnamigen Roman von Evelyn Barkins aufbauen.